# Norra Björntjärnen, Ångermanland
Norra Björntjärnen är en sjö i Örnsköldsviks kommun i Ångermanland och ingår i Moälvens huvudavrinningsområde.